# 露露柠檬
露露乐檬（英語：Lululemon Athletica）是一家加拿大体育休闲服品牌和公司。

## 历史

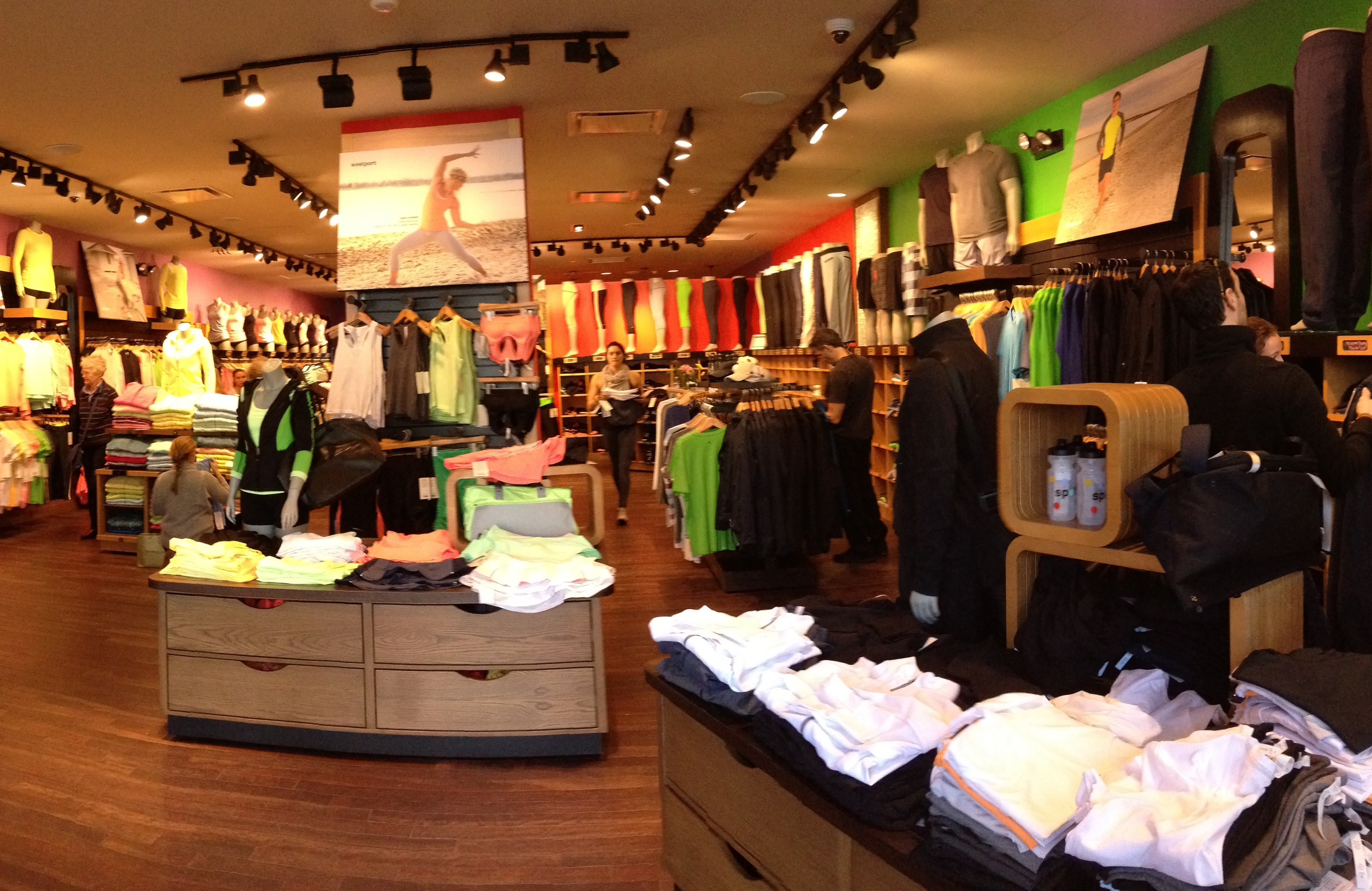
美国韦斯特波特门店

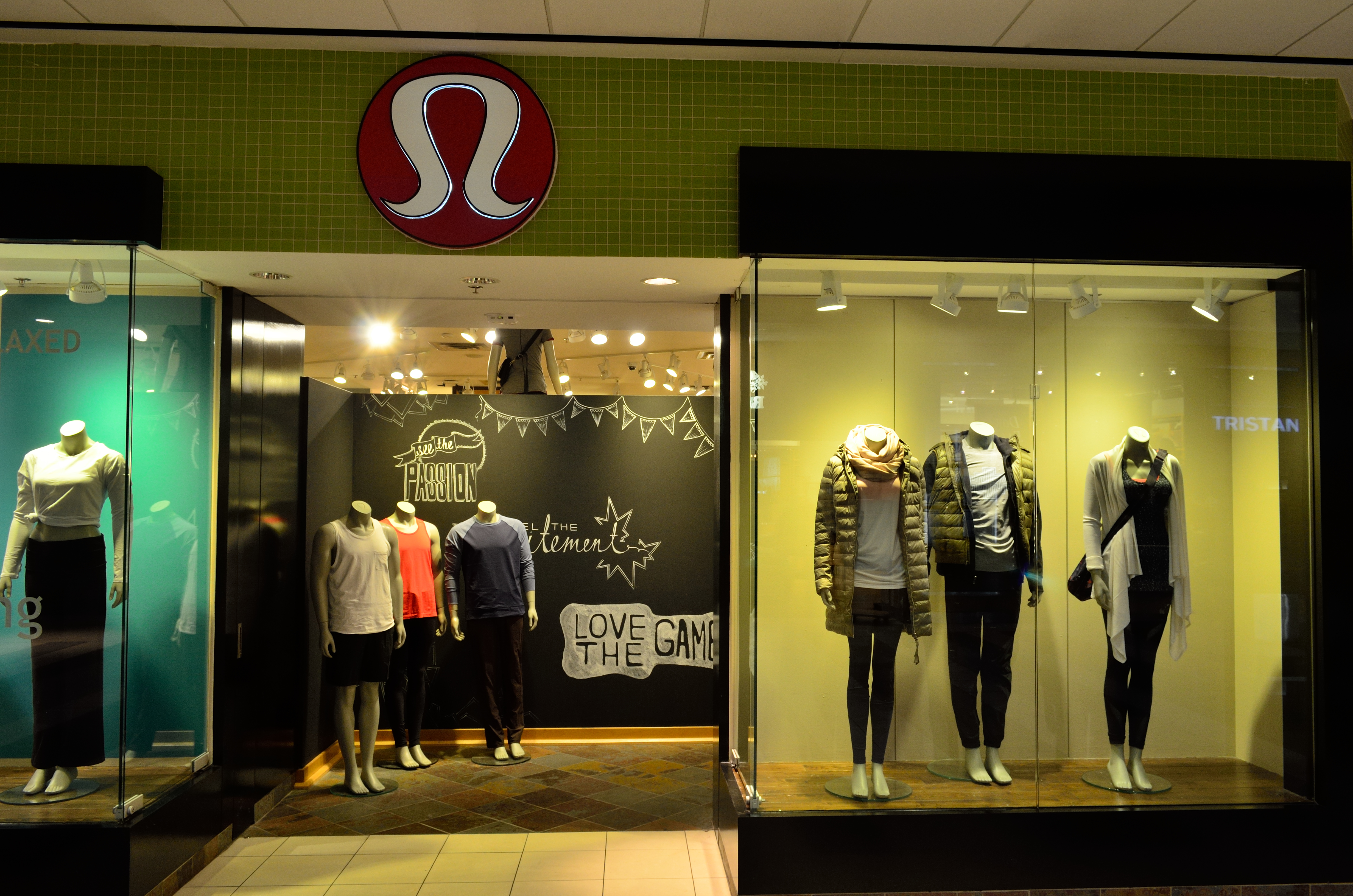
加拿大康山门店

1998年成立于加拿大温哥华，主打瑜伽服。2007年在纽约纳斯达克和多伦多证券交易所同时上市，2013年6月24日从多伦多证券交易所退市。2014年进军欧洲市场在伦敦科文特花园开设旗舰店，2015年在天猫上开设了旗舰店，亦在香港開設首家分店，2016年开始在中国成立线下店。
2017 年，露露檸檬和Athletic Propulsion Labs開始在北美的23家商店銷售女鞋和男鞋。2019年，該公司在其部分門店推出了名為Lab的奢侈街頭服飾品牌。
2019 年，露露檸檬计划在未来五年内将其男装业务在女装和配饰业务之外翻一番，以实现增长，与耐克和安德玛等其他运动服装展开竞争。
2020年6月，露露檸檬以5億美元收購居家健身初創公司Mirror。
2021 年，Business Insider的一份報告顯示，一位不願透露姓名的公司董事敦促員工發起一場“All Lives Matter”活動，並在其網站上展示，以回應喬治·弗洛伊德(George Floyd)被謀殺的事件。員工反擊並創建了一個Black Lives Matter藝術品模型，最終被選中。董事在電話會議上向公司200名成員道歉，隨後離開了公司。